# Lacul Tăul Agățat
Lacul Tăul Agățat este un lac glaciar situat în Parcul Național Retezat din Munții Retezat (Carpații Meridionali, România), la o altitudine de 2208 m. Are o oglindă de apă mică, dar permanentă, cu zăpadă pe malurile lui până în vară. Este alimentat doar din izvoarele subterane și din precipitații. Este al doilea lac din circuitul „lacurilor înșirate”, primul fiind Tăul Porții.
Este un lac micuț ascuns între 3 versanți, care se oglindesc în apele lui. Lacul ocupă un circ glaciar de sub Vârful Bucura.